# Stone, Buckinghamshire
Stone är en ort i Buckinghamshire i England. Den ligger sydväst om staden Aylesbury, längs vägen mellan Aylesbury och Thame. Orten tillhör ett civil parish, Stone with Bishopstone and Hartwell, i enhetskommunen Buckinghamshire. Folkmängden i tätorten uppgick till 2 019 invånare vid folkräkningen 2011. Stone gränsar till byn Hartwell.
Ortens namn är anglosaxiskt till sitt ursprung. Det hänvisar bokstavligen till en gränssten eller liknande. I Domesday Book från 1086 omnämndes orten som Stanes.
Församlingskyrkan är dedikerad till Johannes döparen och har daterats till 1273. På kyrkogården är amiral William Henry Smyth begravd. 
År 1806 beskrev Magna Britannia Stone som
STONE, in the hundred of Aylesbury and deanery of Wendover, lies nearly three miles west of Aylesbury, on the road to Thame. The manor was anciently in the family of Braci, afterwards in that of Whittingham. It has been since held for many years by the Lees with the adjoining manor of Hartwell, and is now the property of the Rev. Sir George Lee bart.
The parish church which was consecrated in 1273, retains some vestiges of the architecture of that period. The rectory was given by the Braci family to the priory of Oseney. By the act of parliament which passed for inclosing this parish in 1776, it appears that the Lees were entitled to the great tithes of Southwarp in Stone, and the earl of Chesterfield to those of the remainder of the parish. Allotments of land were then assigned to the impropriators and to the vicar, who was entitled to the tithes of hay. Sir George Lee is patron and incumbent of the vicarage.
Under andra världskriget fanns det ett krigsfångeläger i Stone (Camp No. 36 Hartwell Dog Track). Lägret fanns nära Ellen Road och byggnader fanns kvar in på 1950-talet och italienska krigsfångar fanns där mellan 1942 och 1946.
Stone var en civil parish fram till 1986 när blev den en del av Stone with Bishopstone & Hartwell. Civil parish hade 2 106 invånare år 1961. Byn nämndes i Domedagsboken (Domesday Book) år 1086, och kallades då Stanes.